# Can and Me
Can and me ist ein deutscher Dokumentarfilm aus dem Jahre 2022 unter der Regie von Michael P. Aust und Tessa Knapp. Der Film porträtiert das Leben und Werk von Irmin Schmidt, dem Gründer der Kölner Band Can, die Generationen von Musikern in der Pop- und elektronischen Musik geprägt hat.

## Handlung
Der Film bietet einen intimen Einblick in Schmidts musikalische Reise, beginnend mit seiner Ausbildung als klassischer Dirigent und seinen Studien bei Karlheinz Stockhausen und György Ligeti. Der Dokumentarfilm beleuchtet Schmidts Schaffen in der Band, seine Arbeiten als Filmkomponist für Regisseure wie Wim Wenders und Roland Klick sowie seine späteren Solo-Projekte, darunter Opern und elektronische Musik.

## Produktion und Veröffentlichung
Der Film wurde von der Televisor Troika GmbH produziert und im Jahr 2022 fertiggestellt. Premiere des Films war am 28. September 2022 auf dem Zurich Film Festival. Die deutsche Kinoveröffentlichung erfolgte am 9. März 2023 durch den Filmverleih Real Fiction Film.

## Kritiken
Can and Me wurde von Kritikern überwiegend positiv aufgenommen. 
Das Filmdienst-Magazin beschreibt ihn als "angenehm unprätentiös erzählt! und lobt die musikalischen Akzente sowie die Darstellung des kreativen Erschöpfungsprozesses, der zur Auflösung der Gruppe führte. Die epd Film hebt hervor, dass Schmidt die Bedeutung von Freiheit und Spontanität für das Schaffen der Band betont und die demokratische Verfasstheit von CAN unterstreicht.
Kino-Zeit lobt die Darstellung Irmin Schmidts musikalischer Reise und bezeichnet den Film als "wahre Wunderkammer" für Fans des deutschen Krautrock-Wunders der 1960er und 1970er Jahre.
Indiekino Magazin betont die heitere Stimmung des Films und die umfassende Darstellung von Schmidts künstlerischem Weg, einschließlich seiner Arbeiten mit dem britischen Elektronik-Musiker Kumo und seiner Oper Gormenghast.